# Praga biológica
Designa-se como praga ou peste, ou mais especificamente praga biológica, o surto de determinadas espécies nocivas ao desenvolvimento agrícola ou que destroem a propriedade humana, perturbam os ecossistemas, ou que provocam doenças epidémicas no homem ou em outros animais.
O conceito de praga está geralmente, intimamente ligado à ideia de uma superpopulação, o que causa desequilíbrios ecológicos tais como: esgotamento dos alimentos, devastação de plantações, extinção de outras espécies, epidemias de doenças infecciosas, epidemias de doenças parasitárias etc.
Embora se refira, geralmente, a animais (insectos e ratos, principalmente), também se pode aplicar a ervas daninhas, consideradas invasoras, prejudiciais à biodiversidade de alguns ambientes ou à produção agrícola. No primeiro caso, temos, por exemplo, os gafanhotos que nas suas migrações podem devastar campos; no segundo, o caso das acácias ou do eucalipto, que se propagam facilmente, não permitindo a existência de outras espécies de árvore.
O conceito oficial de praga é estabelecido pela FAO como sendo: "qualquer espécie, raça ou biótipo de vegetais, animais ou agentes patogênicos, nocivos aos vegetais ou produtos vegetais". Portanto, o termo praga compreende animais (insetos, ácaros e nematoides) e doenças (causadas por fungos, bactérias, vírus e viroides).
A maneira mais usada atualmente para combater as pragas na agricultura são os agrotóxicos: produtos químicos que têm a finalidade de exterminar pragas ou doenças que ataquem as culturas agrícolas. Entre eles, podemos encontrar os inseticidas, herbicidas, fungicidas, raticidas e outros. Além de serem tóxicas, essas substâncias se mantêm no solo por muitos anos e, pela cadeia alimentar, vão se acumulando no corpo dos animais e do ser humano, causando doenças graves até a morte.
Uma forma alternativa é a utilização de controle biológico.

## Outras definições
- Qualquer espécie que por um motivo ou por outro ficar sem predador algum e tendo fonte de alimentação em abundância e espaço à sua disposição transforma-se numa praga biológica.
- Se determinada espécie de ser vivo mantiver alta taxa de natalidade e baixa taxa de mortalidade constante, a quantidade de organismos aumenta em progressão geométrica e de forma anormal no ambiente passando então a ser designada por praga biológica.
- O conceito oficial de praga foi estabelecido pela FAO como sendo: "Qualquer espécie, raça ou biotipo de vegetais, animais ou agentes patogênicos, nocivos aos vegetais ou produtos vegetais".

## Pragas urbanas
- Baratas[2]

Filo: Arthropoda; Classe: Insecta; Ordem: Blattodea.
- Formigas[3]

Filo: Arthropoda; Classe: Insecta; Ordem: Hymenoptera
- Cupins[4]

Filo: Arthropoda; Classe: Insecta; Ordem: Isoptera.
- Brocas[5]

Filo: Arthropoda; Classe: Insecta; Ordem: Coleóptera.
- Pulgas[6]

Filo: Arthropoda; Classe: Insecta; Ordem: Siphonaptera.
- Aranhas[7]

Filo: Arthropoda; Classe: Arachnida; Ordem: Acarina.
- Escorpiões[8]

Filo: Arthropoda; Classe: Arachnida; Ordem: Scorpiones.
- Carrapatos[9]

Filo: Arthropoda
Classe: Arachnida; Ordem: Acarina.
- Moscas[10]

Filo: Arthropoda; Classe: Insecta; Ordem: Díptera.
- Mosquitos[11]

Filo: Arthropoda; Classe: Insecta; Ordem: Díptera.
- Vespas[12]

Filo: Arthropoda; Classe: Insecta; Ordem: Hymenoptera.
- Traças[13]

Filo: Arthropoda; Classe: Insecta; Ordem: Thysanura.
- Percevejos[14]

Filo: Arthropoda; Classe: Insecta; Ordem: Hemíptera.
- Grilos[15]

Filo: Arthropoda; Classe: Insecta; Ordem: Orthoptera.
- Pombos[16]

Filo: Chordata; Classe: Aves; Ordem: Columbiformes.
- Morcegos[17]

Filo: Chordata; Classe: Mammalia; Ordem: Chiroptera.
- Roedores[18]

Filo: Chordata; Classe: Mammalia; Ordem: Rodentia.
- Caramujos[19]

Filo: Mollusca; Classe: Gastropoda; Ordem: Stylommatophora.

## Pragas infecciosas
As endemias, epidemias e pandemias causadas por agentes infecciosos também podem ser consideradas como pragas biológicas, são pragas de micróbios, praga de vírus, praga de bactérias e praga de protozoários patogênicos, nesses casos estamos considerando o aumento exagerado das populações desses micróbios causadores dessas doenças, superpopulações de micróbios patogênicos.
| Quadro com os microrganismos mais frequentes relacionados com infecções em seres humanos. |                                                                                    |
| Bactérias |                                                                                    |
| Cocos Gram-positivos |                                                                                    |
| Aeróbios | Estrafilococos Estreptococos                                                       |
| Anaeróbios | Peptococos Peptoetreptococos                                                       |
| Cocos Gram-negativos |                                                                                    |
| Aeróbios | Acinobacter Outros                                                                 |
| Microaerófilos | Naesseria                                                                          |
| Anaeróbios | Veillonela                                                                         |
| Bacilos Gram-positivos não esporulados |                                                                                    |
| Aeróbios | Corinebactérias Listeria Lactobacilos Micobactérias Nocardia                       |
| Anaeróbios | Actinomyces Bifidobactérias Eubactérias Lactobacillus Propioniobactérias           |
| Bacilos Gram-positivos não entéricos |                                                                                    |
| Aeróbios | Bordetella Brucella C. granulomatis Franscisela Hemophilus                         |
| Aneróbios | Actinobacilos                                                                      |
| Bacilos Gram-positivos entéricos |                                                                                    |
| Aeróbios | Citrobacter Escherichia coli Klebsiella sp. Proteus (ex. P. mirabilis) Providencia |
| Anaeróbios | Bacteroides Fusobacterium Campylobacter (ex. C. jejuni)                            |
| Espirados | Treponema Borellia Leptospira                                                      |
| Formas "L" (sem parede celular) | Micoplasma Bactérias na forma L                                                    |
| Fungos |                                                                                    |
| Aspergillus Blastomyces Candida (ex. C. albicans, C. Tropicalis) Coccoioides sp (ex. C. neoformans) Histoplasma capsulatum Paracoccidioides braziliensis Zigomicoses (ex. Mucors e Rhizopus) |                                                                                    |
| Protozoários |                                                                                    |
| Leishmania Trypanosoma |                                                                                    |

- Doenças causadas por vírus:

- Adenovírus
- Arenavírus
- Coronavírus
- Filovírus
- Flavivírus
- Hepatite B
- Hepatite D
- Hepatite E
- HIV
- Norovírus
- Ortomixovírus
- Paramixovírus
- Parvovírus
- Retrovírus
- Rabdovírus

## Diagnósticos de doenças de plantas
A identificação da natureza e causa de uma doença em plantas é usada em muitas disciplinas diferentes, com variações no uso da lógica, análise e experiência, para determinar "causa e efeito". É normalmente usado para determinar as causas dos sintomas, atenuações e soluções de pragas.

### Métodos
Pesquisadores da Embrapa Meio Ambiente trabalharam num projeto que visa desenvolver aplicativos para que os produtores possam diagnosticar de forma mais rápida algumas doenças de plantas por meio de imagens disponibilizadas em um banco de dados. Esse banco de dados com imagens de doenças de plantas, diagnosticadas corretamente, como café, cana e fruteiras são transferidas para um banco de imagens, armazenadas e processadas para linguagem digital. O diagnóstico de doenças a partir de imagens digitais facilita a identificação de problemas no campo, pelo produtor, e pode ser uma ferramenta de tomada de decisão para o controle adequado de pragas.  Pesquisadores da Embrapa Informática Agropecuária desenvolveram um programa de computador para ajudar o produtor a identificar doenças de plantas pela internet. O software já faz o diagnóstico de doenças do milho, feijão e soja.
Uma tecnologia portátil baseada em smartphone analisa produtos químicos em uma fração de minutos, detectando e identificando doenças que podem não ser indicadas apenas pela imagem. Se o agricultor suspeitar que uma planta pode estar doente, ele ou ela teria que colocar uma folha dessa planta em um tubo de ensaio tampado por 15 minutos para pegar os compostos liberados enquanto respira. Após este período de incubação, quando a tampa é removida, o gás do tubo pode então ser bombeado para uma câmara no dispositivo de leitura conectado a um smartphone.